# Werki
Werki (lit. Verkių seniūnija, Verkiai) – prawobrzeżna  dzielnica administracyjna Wilna, położona na północ od Śnipiszek i na zachód od Antokolu; od 1904 roku miasto. 
W 1387 roku król Władysław II Jagiełło nadał włość Werki na uposażenie biskupstwu wileńskiemu. W 1658 roku stoczono bitwę pod Werkami. W 1797 roku w Werkach urodził się Eustachy Kajetan Sapieha – polski szlachcic, powstaniec listopadowy, emigrant, a w 1886 roku Kamil Mackiewicz – polski karykaturzysta i ilustrator książek, kapitan Wojska Polskiego II RP.
Od 1904 do 28 maja 1919 roku samodzielne miasto.
Na Werkach znajduje się pałac biskupów wileńskich oraz Siemens Arena.